# Економічний суд СНД
Економічний Суд Співдружності Незалежних Держав (рос. Экономический Суд Содружества Независимых Государств) — судовий орган Співдружності Незалежних Держав, створений для забезпечення виконання державами-учасницями своїх економічних зобов'язань. Суд уповноважений на розгляд спорів при виконанні економічних зобов'язань за міжнародними договорами в рамках СНД, інших спорів за згодою держав-учасниць, тлумачення міжнародних договорів та актів органів СНД. Суд знаходиться в Мінську, Республіка Білорусь.

## Історія
Вперше ідея створення судового органу СНД була озвучена в день підписання Алма-Атинської Декларації та закріплена у Угоді про співпрацю господарських, арбітражних судів Республіки Білорусь, Російської Федерації та України від 21 грудня 1991 року. У статті 12 цієї Угоди національні суди країн СНД визнали за доцільне утворення у складі органів Співдружності спеціального арбітражного органу (Економічного Суду). На міждержавному рівні рішення про створення судового органу СНД (за назвою Господарського Суду Співдружності) було прийнято під час укладання Угоди про заходи щодо забезпечення покращення розрахунків між господарськими організаціями країн-учасниць СНД від 15 травня 1992 року. Метою Господарського Суду Співдружності було визначено вирішення міждержавних економічних суперечок, які не можуть бути віднесені до компетенції вищих господарських судів держав Співдружності (стаття 5 Угоди).
6 липня 1992 року було підписано Угоду про статус Економічного Суду Співдружності Незалежних Держав, невід'ємною частиною якої є Положення про Економічний Суд Співдружності Незалежних Держав — правова основа діяльності Суду.
У Статуті Співдружності Незалежних Держав, прийнятому Радою Глав держав СНД 22 січня 1993 року, Економічний Суд був зазначений серед органів Співдружності.
Статтею 3 Угоди про статус Економічного Суду СНД як місцезнаходження Суду визначено місто Мінськ, Республіка Білорусь. 22 листопада 1996 року укладено Договір між Республікою Білорусь та Економічним Судом Співдружності Незалежних Держав про умови перебування Економічного Суду Співдружності Незалежних Держав на території Республіки Білорусь.

### Держави-учасниці Угоди про статус Економічного Суду
Угода про статус Економічного Суду СНД набула чинності у 1992 році для Республіки Білорусь, Російської Федерації, Республіки Узбекистан; в 1993 році — для Республіки Вірменія ; в 1994 році - для Республіки Казахстан, Киргизької Республіки, Республіки Таджикистан; в 1995 році - для Республіки Молдова. З 2006 року Республіка Вірменія, а з 2010 року — Республіка Молдова вийшли з цієї Угоди.
В 1997 Азербайджанська Республіка спробувала приєднатися до Угоди про статус Економічного Суду з низкою застережень, проте держави-учасниці висловилися проти такого приєднання.

## Компетенція
Компетенцію Економічного Суду визначено нормами Статуту СНД та Положення про Економічний Суд, затвердженого Угодою про статус Економічного Суду. Згідно зі статтею 32 Статуту СНД Суд уповноважений на вирішення спорів, що виникають при виконанні економічних зобов'язань у рамках СНД, на тлумачення положень міжнародних договорів та актів СНД з економічних питань, а також може вирішувати інші суперечки, що належать до його ведення угодами держав-членів СНД. Відповідно до пункту 3 Положення про Економічний Суд СНД Суд вирішує міждержавні економічні суперечки: що виникають під час виконання економічних зобов'язань, передбачених міжнародними договорами СНД, рішеннями Ради глав держав, Ради глав урядів СНД та інших його інститутів; про відповідність нормативних та інших актів держав-учасниць, прийнятих з економічних питань, міжнародних договорів та інших актів СНД. Угодами держав — учасниць СНД до ведення Економічного Суду можуть бути віднесені інші суперечки, пов'язані з виконанням міжнародних договорів та прийнятих на їх основі інших актів СНД (нині є 36 таких міжнародних договорів).
Відповідно до пункту 5 Положення про Економічний Суд Суд також уповноважений на тлумачення: міжнародних договорів, інших актів СНД та його інститутів; актів законодавства колишнього Союзу РСР на період взаємоузгодженого їх застосування, у тому числі про допустимість застосування цих актів, що не суперечать міжнародним договорам та прийнятим на їх основі іншим актам СНД. Таке тлумачення здійснюється при прийнятті рішень у конкретних справах, а також спеціальних запитів.

### Право на звернення до Економічного Суду
Відповідно до Положення про Економічний Суд, право звернення до Суду для розгляду спорів мають зацікавлені держави в особі своїх повноважних органів, а також інститути СНД.
Із запитами про тлумачення міжнародних договорів СНД та інших актів до Економічного Суду можуть звертатися найвищі органи влади та управління держав-учасниць, інститути СНД, вищі господарські, арбітражні суди та інші вищі органи, що вирішують у державах-учасницях економічні суперечки.
Економічний Суд не уповноважений на розгляд спорів чи запитів про тлумачення, що вносяться на його розгляд суб'єктами господарювання чи фізичними особами. У той же час, у практиці Суду мали місце випадки розгляду такого роду звернень, переданих Суду опосередковано через компетентні органи держав та інститутів СНД.

### Статус рішень Суду
Відповідно до Положення про Економічний Суд за результатами розгляду спору Економічний Суд приймає рішення, в якому встановлюється факт порушення державою-учасницею міжнародного договору або акта СНД, її інституту, визначаються заходи, які рекомендується вжити такій державі для усунення порушення та її наслідків. Держава, щодо якої ухвалено рішення Економічного Суду СНД, забезпечує її виконання. Таким чином, правову силу прямо не встановлено установчими документами Суду. У літературі висловлюється думка про те, що рішення Суду мають обов'язковий характер щодо юридичної кваліфікації обставин справи та рекомендаційний щодо заходів щодо усунення державою порушення та її наслідків.
Рішення Економічного Суду та ухвали його Пленуму підлягають обов'язковому опублікуванню у виданнях СНД та засобах масової інформації держав-учасниць.

### Виконання функцій Суду Євразес
З 2004 по 2011 роки Економічний Суд виконував функції Суду ЄврАзЕС відповідно до Угоди між Співдружністю Незалежних Держав та Євразійською економічною спільнотою про виконання Економічним Судом Співдружності Незалежних Держав функцій Суду Євразійського економічного співтовариства від 3 березня 2004 р. 2011 р.). Ця Угода денонсована з 1 січня 2012 р. У рамках виконання функцій Суду ЄврАзЕС юрисдикція Економічного Суду поширювалася на міждержавні спори економічного характеру, що виникають при застосуванні міжнародних договорів ЄврАзЕС, рішень органів ЄврАзЕС, виконанні зобов'язань, що випливають з таких актів, а також інші спори, передбачені договорами ЄврАзЕС. рішень органів ЄврАзЕС.

## Судді
Суддівський склад Економічного Суду СНД формується з рівної кількості суддів від кожної держави-учасниці Угоди про статус Економічного Суду. Відповідно до статті 2 Угоди квота числа суддів від держав-учасниць встановлена у кількості двох осіб. Рішенням Ради глав держав СНД щодо заходів щодо подальшого підвищення ефективності органів СНД та оптимізації їх структури від 2 жовтня 2002 року кількість суддів було зменшено до однієї від кожної держави.
Відповідно до пункту 7 Положення про Економічний Суд СНД судді обираються (призначаються) державами-учасницями в порядку, встановленому ними для обрання (призначення) суддів вищих господарських, арбітражних судів, строком на 10 років, на професійній основі з числа суддів господарських, арбітражних судів та інших осіб, які є фахівцями високої кваліфікації у сфері економічних правовідносин, мають вищу юридичну освіту. Голова Економічного Суду та його заступники обираються суддями Суду більшістю голосів та затверджуються Радою глав держав Співдружності строком на 5 років.
В Економічному Суді наразі працюють 2 судді: від Республіки Білорусь – Каменкова Л. Е. (з 2008 року); від Російської Федерації - Нагірна Е.М. (З 2013 року).
15 грудня 2011 року Головою Економічного Суду обрано Каменкову Людмилу Едуардівну.

### Структура Суду
Економічний Суд діє у складі повного складу Економічного Суду, колегій Економічного Суду та Пленуму Економічного Суду.
Повний склад Економічного Суду включає всіх суддів Суду та скликається для розгляду справ на запити про тлумачення. Повний склад Суду має право приймати рішення, якщо на його засіданні присутні не менше двох третин усіх обраних і приступили до виконання своїх обов'язків суддів Економічного Суду. При ухваленні рішення кожен суддя має один голос і не має права утримуватися від голосування. Рішення приймаються простою більшістю голосів від числа присутніх суддів. За рівності голосів прийнятим вважається рішення, за яке проголосував головуючий повного складу. Рішення, прийняті повним складом Суду, остаточні та не підлягають оскарженню.
Колегії Економічного Суду створюються повним складом Суду у кількості трьох або п'яти осіб із числа суддів для розгляду спорів, що віднесені до компетенції відповідних колегій. Головуючий колегії обирається повним складом Суду у складі суддів, які входять до складу колегії. Рішення колегії приймається простою більшістю членів колегії. За рівності голосів прийнятим вважається рішення, за яке проголосував головуючий колегії. Рішення колегії може бути оскаржене до Пленуму Економічного Суду сторонами у справі чи третіми особами.
Пленум Економічного Суду є найвищим колегіальним органом Суду і складається з Голови Суду, його заступників та суддів Суду, а також голів вищих господарських, арбітражних судів та інших вищих державних органів держав-учасниць, що вирішують економічні суперечки.

## Судова практика
За період з лютого 1994 року, коли було завершено створення матеріально-технічної бази Суду та сформовано суддівський склад, та по 17 червня 2016 року Економічним Судом розглянуто 124 справи, за якими прийнято 133 судових акти (105 рішень та консультативних висновків, 18 ухвал про відмову) у прийнятті заяви (запиту) до розгляду або про припинення справи провадженням, 8 ухвал про роз'яснення раніше прийнятого судового рішення та 2 постанови Пленуму Економічного Суду СНД).

### Міждержавні економічні суперечки
Економічні суперечки між державами — учасницями СНД складають порівняно невелику частину справ, які розглядають Економічний Суд: за перші 20 років роботи Суду розглянуто 13 суперечок. При цьому в ряді випадків Судом було прийнято рішення про відмову у прийнятті справи до провадження або припинення справи.
Рішення у справах про суперечки можуть бути класифіковані за такими категоріями: про неналежне виконання економічних зобов'язань; про визнання права власності; про колізію норм національного права та норм права СНД.

### Справи про тлумачення
Справи про тлумачення становлять переважну більшість справ, розглянутих Економічним Судом. На 17 червня 2016 року Судом розглянуто 111 справ про тлумачення.
Серед розглянутих судом справ про тлумачення виділяються такі категорії:
- про тлумачення угод та інших актів Співдружності, що регулюють питання виконання міждержавних економічних зобов'язань - 17 справ;
- про тлумачення установчих документів та правового становища СНД - 5 справ;
- про тлумачення угод та інших актів органів СНД, що регулюють статус та повноваження організацій у рамках СНД, органів СНД – 11 справ;
- про тлумачення відповідності положень угод, укладених у рамках СНД, актів органів СНД нормам та принципам міжнародного права – 9 справ;
- про тлумачення угод, що регулюють порядок вирішення міждержавних спорів у рамках СНД – 8 справ;
- про тлумачення угод, що регулюють взаємодію вищих арбітражних, господарських, економічних та інших судів держав-учасниць СНД з питань їх процесуальної діяльності – 8 справ;
- про тлумачення угод та інших актів органів СНД, які регулюють питання забезпечення соціально-економічних прав громадян держав-учасниць СНД – 45 справ;
- справи, розглянуті Економічним Судом СНД у рамках виконання функцій Суду ЄврАзЕС – 1;
- інші справи - 7.[22][23]

### Примітні рішення Суду
Рішення Економічного Суду СНД від 23 вересня 2014 року № 01-1/1-14 про тлумачення статті 11 Конвенції про захист прав інвестора від 28 березня 1997 року було номіновано на премію «GAR Awards» у числі найважливіших рішень для судової практики, опублікованих у 2014 році. У номінації зазначено, що зазначене рішення "запобігло потіку позовів у так звані «кишенькові» арбітражні суди".

### Практика виконання рішень Економічного Суду
Висновки та вказівки, що містяться у рішеннях Економічного Суду у справах про тлумачення положень міжнародних договорів, укладених у межах СНД, використовуються компетентними органами держав-учасниць у практичній діяльності, під час підготовки актів національного законодавства та для вдосконалення міжнародно-правової бази, враховуються експертами при розробці та узгодженні договорів та рішень, що приймаються в рамках СНД.
Рішення Економічного Суду у справах про тлумачення застосовуються на практиці національних судових органів Республіки Білорусь та Російської Федерації.

## РеформуванняСуду
За час роботи Економічного Суду неодноразово висловлювалась думка щодо необхідності вдосконалення його установчих документів. Так, аналіз практики Суду щодо розгляду міждержавних економічних спорів — основної категорії спорів відповідно до установчих документів — показує, що можливості Суду задіяні недостатньо ефективно.
У зв'язку з цим Концепція подальшого розвитку СНД, схвалена Радою глав держав СНД 5 жовтня 2007 року, та План основних заходів щодо її реалізації передбачають модернізацію Економічного Суду СНД.
У рамках роботи з модернізації Економічного Суду експертами зацікавлених держав Співдружності в 2012 році було розроблено проєкт нової Угоди про статус Економічного Суду Співдружності Незалежних Держав, який досі залишається на стадії узгодження.